# Championnat d'Argentine de basket-ball
Pour les articles homonymes, voir LNB.
La Liga Nacional de Básquet (LNB) est la dénomination du championnat d'Argentine de basket-ball. Elle est contrôlée par l'Asociación de Clubes de Básquetbol (Association des clubs de basket-ball).
La ligue a été créée grâce aux efforts de l'entraîneur León Najnudel dans les années 1980 afin de rendre le basket-ball argentin plus compétitif par rapport aux différentes ligues locales existant alors. Elle fonctionne sur le même modèle que NBA avec une saison régulière, le All-Star Game et des playoffs.

## Clubs participants 2021–2022
| Équipes                | Villes              | Création | Saisons | Salles                               | Capacité |
| ---------------------- | ------------------- | -------- | ------- | ------------------------------------ | -------- |
| AA Quimsa              | Santiago del Estero | 1989     | 16      | Ciudad de Santiago del Estero        | 5200     |
| Atenas de Córdoba      | Córdoba             | 1938     | 38      | Polideportivo Carlos Cerutti         | 3730     |
| CA Argentino           | Junín               | 1935     | 14      | El Fortín de las Morochas            | 1465     |
| Boca Juniors           | Buenos Aires        | 1905     | 33      | Luis Conde                           | 2000     |
| Obras Sanitarias       | Buenos Aires        | 1917     | 25      | Estadio Obras Sanitarias             | 3100     |
| Peñarol Mar del Plata  | Mar del Plata       | 1922     | 35      | Polideportivo Islas Malvinas         | 6500     |
| CA Platense            | Vicente López       | 1905     | 3       | Microestadio Ciudad de Vicente López | 500      |
| CA Riachuelo           | La Rioja            |          | 1       | Superdomo La Rioja                   | 13000    |
| San Lorenzo de Almagro | Buenos Aires        | 1905     | 8       | Polideportivo Roberto Pando          | 500      |
| CA Unión               | Santa Fe            | 1907     | 4       | Estadio Ángel P. Malvicino           | 4500     |
| Club Ciclista Olímpico | La Banda            | 1921     | 17      | Vicente Rosales                      | 4461     |
| CD Hispano Americano   | Río Gallegos        | 1925     | 6       | Estadio Tito Wilson                  | 900      |
| Ferro Carril Oeste     | Buenos Aires        | 1904     | 27      | Estadio Héctor Etchart               | 2500     |
| Gimnasia y Esgrima     | Comodoro Rivadavia  | 1919     | 33      | Estadio Socios Fundadores            | 3453     |
| Regatas Corrientes     | Corrientes          | 1923     | 18      | José Jorge Contte                    | 5000     |
| Club San Martín        | Corrientes          | 1923     | 9       | Estadio Raúl Argentino Ortiz         | 2500     |
| CSyD Comunicaciones    | Mercedes            | 1919     | 5       | Estadio Comunicaciones               | 3000     |
| IAC Córdoba            | Córdoba             | 1915     | 9       | Estadio Ángel Sandrín                | 2000     |
| La Unión de Formosa    | Formosa             | 2004     | 14      | Estadio Cincuentenario               | 4500     |
| Oberá TC               | Oberá               | 1940     | 2       | Estadio Dr. Luis Augusto Derna       | 3453     |

## Palmarès du championnat
| Saison    | Champion                                        | Finaliste                                       | Score                                           | MVP de la saison                                | MVP des Finales                                 | Entraîneur champion                             |
| --------- | ----------------------------------------------- | ----------------------------------------------- | ----------------------------------------------- | ----------------------------------------------- | ----------------------------------------------- | ----------------------------------------------- |
| 2023-24   | Boca Juniors                                    | Instituto                                       | 4-2                                             | Brandon Robinson (Quimsa)                       | José Vildoza (Boca Juniors)                     | Carlos Duro & Gonzalo Pérez                     |
| 2022-23   | AA Quimsa                                       | Boca Juniors                                    | 4-1                                             | Yoanki Mensia (Gimnasia y Esgrima)              | Eric Anderson (AA Quimsa)                       | Leandro Ramella                                 |
| 2021-22   | Instituto                                       | AA Quimsa                                       | 3-2                                             | Eric Anderson (AA Quimsa)                       | Martín Cuello (Instituto)                       | Lucas Victoriano                                |
| 2020-21   | San Lorenzo de Almagro                          | AA Quimsa                                       | 3-2                                             | Fernando Zurbriggen (Obras Sanitarias)          | José Vildoza (San Lorenzo)                      | Silvio Santander                                |
| 2019-20   | Non attribué pour cause de Pandémie de Covid-19 | Non attribué pour cause de Pandémie de Covid-19 | Non attribué pour cause de Pandémie de Covid-19 | Non attribué pour cause de Pandémie de Covid-19 | Non attribué pour cause de Pandémie de Covid-19 | Non attribué pour cause de Pandémie de Covid-19 |
| 2018-19   | San Lorenzo de Almagro                          | IAC Córdoba                                     | 4-3                                             | Marcos Mata (San Lorenzo)                       | Dar Tucker (San Lorenzo)                        | Gonzalo García                                  |
| 2017-18   | San Lorenzo de Almagro                          | San Martín de Corrientes                        | 4-2                                             | Gabriel Deck (San Lorenzo)                      | Gabriel Deck (San Lorenzo)                      | Gonzalo García                                  |
| 2016-17   | San Lorenzo de Almagro                          | Regatas Corrientes                              | 4-1                                             | Dar Tucker (Estudiantes Concordia)              | Gabriel Deck (San Lorenzo)                      | Julio Lamas                                     |
| 2015-16   | San Lorenzo de Almagro                          | La Unión de Formosa                             | 4-0                                             | Justin Williams (Ciclista Olímpico)             | Walter Herrmann (San Lorenzo)                   | Julio Lamas                                     |
| 2014-15   | AA Quimsa                                       | GyE Comodoro Rivadavia                          | 4-2                                             | Nicolás Aguirre (Quimsa)                        | Robert Battle (Quimsa)                          | Silvio Santander                                |
| 2013-14   | Peñarol Mar del Plata                           | Regatas Corrientes                              | 4-2                                             | Walter Herrmann (Atenas)                        | Facundo Campazzo (Peñarol)                      | Fernando Rivero                                 |
| 2012-13   | Regatas Corrientes                              | CA Lanús                                        | 4-0                                             | Paolo Quinteros (Regatas Corrientes)            | Paolo Quinteros (Regatas Corrientes)            | Nicolás Casalánguida                            |
| 2011-12   | Peñarol Mar del Plata                           | Obras Sanitarias                                | 4-2                                             | Juampi Gutiérrez (Obras)                        | Facundo Campazzo (Peñarol)                      | Sergio Hernández                                |
| 2010-11   | Peñarol Mar del Plata                           | Atenas de Córdoba                               | 4-1                                             | Juampi Gutiérrez (Obras)                        | Leonardo Gutiérrez (Peñarol)                    | Sergio Hernández                                |
| 2009-10   | Peñarol Mar del Plata                           | Atenas de Córdoba                               | 4-1                                             | Leonardo Gutiérrez (Peñarol)                    | Leonardo Gutiérrez (Peñarol)                    | Sergio Hernández                                |
| 2008-09   | Atenas de Córdoba                               | Peñarol Mar del Plata                           | 4-2                                             | David Jackson (Peñarol)                         | Andre Laws (Atenas)                             | Rubén Magnano                                   |
| 2007-08   | Libertad Sunchales                              | AA Quimsa                                       | 4-0                                             | Leonardo Gutiérrez (Boca Juniors)               | Laron Profit (Libertad)                         | Julio Lamas                                     |
| 2006-07   | Boca Juniors                                    | Peñarol Mar del Plata                           | 4-2                                             | Gabriel Mikulas (Peñarol)                       | Leonardo Gutiérrez (Boca Juniors)               | Gabriel Piccato (intérim)                       |
| 2005-06   | GyE Comodoro Rivadavia                          | Libertad Sunchales                              | 4-2                                             | Leonardo Gutiérrez (Ben Hur)                    | Gabriel Cocha (Gimnasia (CR))                   | Fernando Duro                                   |
| 2004-05   | Ben Hur                                         | Boca Juniors                                    | 4-1                                             | L.Gutiérrez (Ben Hur)                           | Leonardo Gutiérrez (Ben Hur)                    | Julio Lamas                                     |
| 2003-04   | Boca Juniors                                    | Gimnasia La Plata                               | 4-2                                             | Leonardo Gutiérrez (Obras)                      | Byron Wilson (Boca Juniors)                     | Sergio Hernández                                |
| 2002-03   | Atenas de Córdoba                               | Boca Juniors                                    | 4-2                                             | Bruno Lábaque (Atenas)                          | Diego Lo Grippo (Atenas)                        | Oscar Sánchez                                   |
| 2001-02   | Atenas de Córdoba                               | Estudiantes de Olavarría                        | 4-1                                             | Daniel Farabello (Quilmes)                      | Wálter Herrmann (Atenas)                        | Horacio Seguí                                   |
| 2000-01   | Estudiantes de Olavarría                        | Libertad Sunchales                              | 4-1                                             | Wálter Herrmann (Atenas)                        | Byron Wilson (Estudiantes (O)                   | Sergio Hernández                                |
| 1999-2000 | Estudiantes de Olavarría                        | Atenas de Córdoba                               | 4-3                                             | Rubén Wolkowyski (Estudiantes (O))              | Rubén Wolkowyski (Estudiantes (O))              | Sergio Hernández                                |
| 1998-99   | Atenas de Córdoba                               | Independiente de General Pico                   | 4-3                                             | Héctor Campana (Atenas)                         | Diego Osella (Atenas)                           | Rubén Magnano                                   |
| 1997-98   | Atenas de Córdoba                               | Boca Juniors                                    | 4-0                                             | Fabricio Oberto (Atenas)                        | Fabricio Oberto (Atenas)                        | Rubén Magnano                                   |
| 1996-97   | Boca Juniors                                    | Independiente de General Pico                   | 4-1                                             | Jorge Racca (Olímpia)                           | Byron Wilson (Boca Juniors)                     | Julio Lamas                                     |
| 1995-96   | Olímpia de Venado Tuerto                        | Atenas de Córdoba                               | 4-3                                             | Michael Lamont Wilson (Olímpia)                 | Jorge Racca (Olímpia)                           | Horacio Seguí                                   |
| 1994-95   | Independiente de General Pico                   | Olímpia de Venado Tuerto                        | 4-1                                             | Hernán Montenegro (Gimnasia (CR))               | Esteban de la Fuente (Independiente)            | Mario Guzmán                                    |
| 1993-94   | Peñarol Mar del Plata                           | Independiente de General Pico                   | 4-1                                             | Marcelo Milanesio (Atenas)                      | Esteban de la Fuente (Peñarol)                  | Néstor García                                   |
| 1992-93   | GEPU                                            | AD Atenas                                       | 4-2                                             | Juan Alberto Espil (GEPU)                       | Juan Espil (GEPU)                               | Orlando Ferratto                                |
| 1991-92   | Atenas de Córdoba                               | GEPU                                            | 4-1                                             | Marcelo Milanesio (Atenas)                      | Héctor Campana (Atenas)                         | Rubén Magnano                                   |
| 1990-91   | GEPU                                            | Estudiantes de Bahía Blanca                     | 4-2                                             | Héctor Campana (GEPU)                           | Héctor Campana (GEPU)                           | Daniel Rodríguez                                |
| 1990      | Atenas de Córdoba                               | SC Cañadense                                    | 3-0                                             | Héctor Campana (River Plate)                    | Marcelo Milanesio (Atenas)                      | Walter Garrone                                  |
| 1989      | Ferro Carril Oeste                              | Atenas de Córdoba                               | 3-2                                             | Héctor Campana (River Plate)                    | Jim Thomas (Ferro Carril Oeste)                 | León Najnudel                                   |
| 1988      | Atenas de Córdoba                               | River Plate                                     | 3-0                                             | non désigné                                     | Carlos Cerutti (Atenas)                         | Walter Garrone                                  |
| 1987      | Atenas de Córdoba                               | Ferro Carril Oeste                              | 3-1                                             | Germán Filloy (Atenas)                          | Héctor Campana (Atenas)                         | Walter Garrone                                  |
| 1986      | Ferro Carril Oeste                              | Olimpo de Bahía Blanca                          | 3-1                                             | non désigné                                     | Mike Schlegel (Ferro Carril Oeste)              | Luis Martínez                                   |
| 1985      | Ferro Carril Oeste                              | Atenas de Córdoba                               | 2-1                                             | non désigné                                     | Sebastián Uranga (Ferro Carril Oeste)           | Luis Martínez                                   |

## Tableau d'honneur
| Club                          | Titres | Ville               | Année                                                |
| ----------------------------- | ------ | ------------------- | ---------------------------------------------------- |
| Atenas de Córdoba             | 9      | Córdoba             | 1987, 1988, 1990, 1992, 1998, 1999, 2002, 2003, 2009 |
| San Lorenzo de Almagro        | 5      | Buenos Aires        | 2016, 2017, 2018, 2019, 2021                         |
| Peñarol Mar del Plata         | 5      | Mar del Plata       | 1994, 2010, 2011, 2012, 2014                         |
| Boca Juniors                  | 4      | Buenos Aires        | 1997, 2004, 2007, 2024                               |
| Ferro Carril Oeste            | 3      | Buenos Aires        | 1985, 1986, 1989                                     |
| Estudiantes de Olavarría      | 2      | Olavarría           | 2000, 2001                                           |
| GEPU                          | 2      | San Luis            | 1991, 1993                                           |
| AA Quimsa                     | 2      | Santiago del Estero | 2015, 2023                                           |
| Instituto                     | 1      | Córdoba             | 2022                                                 |
| Regatas Corrientes            | 1      | Corrientes          | 2013                                                 |
| Libertad Sunchales            | 1      | Sunchales           | 2008                                                 |
| GyE Comodoro Rivadavia        | 1      | Comodoro Rivadavia  | 2006                                                 |
| Ben Hur                       | 1      | Rafaela             | 2005                                                 |
| Olímpia de Venado Tuerto      | 1      | Venado Tuerto       | 1996                                                 |
| Independiente de General Pico | 1      | General Pico        | 1995                                                 |

## Joueurs majeurs
| - Marcelo Milanesio (Atenas) - Héctor "Pichi" Campana (Atenas) - Diego Osella (Atenas) - Andres Nocioni (Independiente) - Fabricio Oberto (Atenas) - Emanuel Ginóbili (Andino de La Rioja, Estudiantes de Bahía Blanca) - Pepe Sanchez (Deportivo Roca, Estudiantes de Bahía Blanca) - Walter Herrmann (Olimpia de Venada Tuerto, Asociación Deportiva Atenas) - Luis Scola (Ferro Carril Oeste) - Pablo Prigioni (Belgrano San Nicolas, Obras Sanitarias) | - Rubén Wolkowyski (Quilmes Mar del Plata, Boca Juniors, Estudiantes de Olavarría) - Carlos Delfino (Olímpia de Venado Tuerto, Unión de Santa Fe) - Lucas Victoriano (Olímpia de Venado Tuerto) - Federico Kammerichs (Ferro Carril Oeste) - Marcelo Nicola - Gabriel Fernández - Román González - Diego Lo Grippo (en) - Hugo Sconochini - Alejandro Montecchia |